# 天主教貝克教區

天主教貝克教區（拉丁語：Dioecesis Bakeriensis）是美國一個羅馬天主教教區，屬波特蘭總教區。1903年6月19日成立貝克城教區。1952年2月16日易名至今。
範圍包括俄勒岡州東部十八個縣，教座位於貝克城。2010年有教友37,029人、36個堂區、60名司鐸。現任教區主教為連恩·卡瑞。